# 其培鎮區
其培鎮區另译奇贝镇区，為緬甸克欽邦其培縣下轄的一個鎮區。2014年人口20,039人，區域面積3,405.4平方公里。該鎮區下轄147個村莊。其培為該鎮區首府。